# 區域聯防
區域聯防（英語：Zone defense）是體育上的一種防守戰術，適用於籃球、美式足球等運動。與人盯人戰術不同，在區域聯防之下，每個球員將負責防守一個特定區域，而不是某一個球員。

## 籃球

2-3陣型的區域聯防

籃球的區域聯防有幾種不同陣型；如在2-3陣型之下，兩個後衛負責防守距離籃板較遠、佔近三分線的區域；而中央近籃板則由兩個前鋒和中鋒負責看守。
配對式區域聯防介乎區域聯防和人盯人戰術之間，視哪一名球員進入其區域來決定要用區域聯防或是人盯人戰術。曾任天普大學主教練的John Chaney很擅長使用配對式區域聯防。Box-and-one陣型也是配對式區域聯防的一種，由四個防守球員執行方形的區域聯防、剩下的一個則負責防守某一個特定球員。另外一種變形是二盯三聯防守，是三名球員以2-1 陣型進行區域聯防，另外二名球員看守特定的球員。
其他陣型如下，各自有優缺點及破解的方法：
- 3-2 陣型
- 1-2-2陣型
- 2-1-2陣型
- 1-3-1陣型

區域聯防常見於國際比賽、大學比以及青少年的比賽。美國國家籃球協會（NBA）在在2001-2002賽季之前不允許區域聯防戰術，後來才開放。而且大部份球隊不會用區域聯防為其主要防守策略。NBA有防守违例的規則，若防守球員沒有有效防守對象，在三秒區內停留三秒視為違例，而區域聯防需要在三秒區內預備防守球員，避免對方球員切入，因此不容易使用區域聯防。達拉斯獨行俠在教練里克·卡莱尔的時期，常常使用區域聯防的防守策略。

### 區域聯防的優點
- 比較容易防守一些身型較大或在速度上佔優的敵方球員
- 敵方需要較長時間射球（對那些缺乏精於外線射球的球隊特別有效）
- 若然己方有球員不善於防守，又或是累積過多犯規而在出局邊緣，區域聯防能幫助減少該名球員所承受的壓力
- 氣力損耗較低
- 對一些缺乏經驗的後衛特別有效，能逼使對方傳球失誤

### 區域聯防的缺點
- 容易被一些有經驗的後衛所突破聯防區之間的空隙
- 若己方已落後，區域聯防會拖慢節奏；損耗能夠追回分數的時間